# Милета Радојковић
Милета Радојковић (Ђунис, 1778 — Доњи Катун, 26. септембар 1852) био је српски кнез и учесник Првог и Другог српског устанка. Радојковић је био први и најзначајнији кнез Јагодинске нахије и велики сердар Расински, као и почасни члан Друштва српске словесности. Милету Радојковића је отац као малог довео у Доњи Катун и као дете је одрастао и живео у Доњем Катуну. Преци Радојковића су у Ђунису досељени са Косова.

## Биографија
За кнеза Јагодинске нахије је постављен на скупштини одржаној 19. децембра 1815. године и на овом месту је остао све до 1830. године.
У овом периоду био је и члан Крагујевачког опште народног суда и Београдског народног суда. Када је у октобру 1823. године Кнез Милош Обреновић основао најважнији суд у земљи — „Обшченародни суд” у Крагујевцу, Милета Радојковић је постављен за једног од чланова овог суда. У овом суду се налазио до Ђурђевдана 1825. године када је премештен у Београдски народни суд. У Београдском општенародном суду се налазио све до јула 1826. године када је поново постао члан Општенародног суда. Познато је да је и 1830. године био члан овог суда.
Милета је 1826. године, заједно са Томом Вучић Перишићем имао највеће заслуге у гушењу Ђакове буне. Тада је Милета водио коњицу, а Тома пешадију.
Кнез Милош Обреновић је 1826. године закупио све скеле у Србији од Турака, веће је задржао за себе, а мање издао под закуп. Милета Радојковић је од 1826. до 1830. године управљао скелом у Обрежу — најпрометнијом скелом у Јагодинској нахији.
Милош Обреновић је у лето 1830. године наговорио Јагодинце да оптуже Милету за бројне неправде које им је наводно учинио. Такође је дао инструкције и неким женама и девојкама у Јагодини да оптуже Милету за прељубу. На завршетку суђења Милош је дао опрост кнезу Милети. Ово суђење је Милош покренуо да покаже Милети и осталим кнезовима да је он „прави господар Србије“. Од тада је Милета престао да подржава Обреновића и постао његов противник.
Када је Кнежевина Србија 1834. године подељена на сердарства, Милета је постављен за великог кнеза Расинског сердарства, једног од 5 сердарстава на које је подељена тадашња Србија.
Милета Радојковић је 1835. године предводио највећу буну против Кнеза Милоша Обреновића која је позната као Милетина буна. Побуњеници су устали са намером да уставом ограниче кнежеву власт. Кнез је био приморан да у Крагујевцу, тадашњој престоници Србије, донесе Сретењски устав, којим су кнежева права ограничена и делимично пренета на Државни савет. Сретењским уставом Милета је постављен за једног од пет министара у Србији — министра војног („Попечитељ војени дјела“) и самим тим постао члан Државног савета, који је имао улогу владе Кнежевине Србије. Међутим Милош је убрзо разрешио све министре које је поставио Сретењским уставом, тако да је Милета смењен већ 16. марта исте године.
Када је у Кнежевини Србији 1838. године поново донет устав („Турски устав“), Милош Обреновић је именовао седамнаест чланова Совјета и Великог Суда међу којима је био и Милета Радојковић.
Од 11. јуна 1842. године је постао почасан члан Друштва српске словесности.
Током Првог српског устанка као нахијски кнез Милета је у Својнову обновио манастир Светог Николе Мирликијског. Он је од остатака порушеног манастира изградио данашњу цркву и данашњи стари источни конак.
Милета Радојковић је умро 26. септембра 1852. године. Сахрањен је у Варварину поред цркве Свете Богородице.
По њему је улица у Београду у општини Стари град добила име — Кнез Милетина улица, а такође и једна улица у Јагодини носи његово име.